# Arachniodes kurosawae
Arachniodes kurosawae là một loài dương xỉ trong họ Dryopteridaceae. Loài này được Shimura & Sa. Kurata mô tả khoa học đầu tiên.